# Malawis flagga

Malawis flagga 2010-2012

Marcus Garveys flagga som stått som förebild till Malawis.

Malawis flagga antogs officiellt av Malawi den 6 juli 1964 då den brittiska kolonin Nyasaland blev självständigt under namnet Malawi. 
Under en kort tid, 2010 – 2012, antogs en annan flagga innan den ursprungliga återantogs.

## 1964–2010
Den första flaggan för det självständiga Malawi antogs den 6 juli 1964. Det är en trikolor med proportionerna 2:3 i de panafrikanska färgerna rött, svart och grönt, med en röd uppgående sol (en s.k. kwacha) mitt på det översta svarta bandet.
Det översta svarta fältet symboliserar Afrika och afrikanernas hudfärg, det mittersta röda fältet står för frihetskampens offer, och det nedersta gröna symboliserar markens bördighet och Malawis evigt gröna natur. Solen representerar Afrikas frihet och återfinns även i statsvapnet som i sin tur tagit den från vapnet för den forna kolonin Nyasaland.
Färgerna användes före självständigheten av Malawis kongressparti MCP, och hämtades från den panafrikanska flaggan som skapats av Marcus Garvey i början av 1900-talet för medborgarrättsrörelsen UNIA-ACL (Universal Negro Improvement Association – African Communities League).

## 2010–2012
En ny flagga antogs den 29 juli 2010. Färgerna flyttades om för att efterlikna den ursprungliga panafrikanska flaggan och den uppgående röda solen ersattes med en hel vit sol som skulle symbolisera Malawis utveckling sedan självständigheten.

## 2012–
28 maj 2012 röstade parlamentet under nya presidenten Joyce Banda för att återgå till den ursprungliga flaggan.